# 铁线虫纲
铁线虫纲（学名：Gordioida）为线形动物门的一个纲。

## 下级分类
本纲包括以下目：
- 铁线虫目 Gordioidea

目的地位未定的科：
- Nectonematidae
- Paragordiidae

目和科的地位未定的属：
- Geonema Rafinesque, 1832
- Ophelmis Rafinesque, 1832